# ヨドバシ梅田
ヨドバシ梅田（ヨドバシうめだ）は、大阪府大阪市北区大深町（JR大阪駅北口）にある複合商業施設。大手家電量販店の「ヨドバシカメラマルチメディア梅田」をはじめ、2019年にはヨドバシ梅田タワーが完成し、低層階ではファッションやレストランなどの多数のテナントが入居している専門店街の「LINKS UMEDA（リンクス ウメダ）」、高層階では阪急阪神ホテルズの大型ホテルで構成される。
日本の家電量販店の中で最大の規模の店舗で、またマルチメディア梅田は単独店舗で年商1,000億円を上回る。家電量販店としては売上高・売場面積ともに開業以来日本一であり、専門店街の「LINKS UMEDA」と併せて日本有数の規模の都市型商業施設である。

## 歴史

### 出店までの経緯
元々は旧大阪鉄道管理局庁舎（JR発足後はJR西日本本社屋）が置かれていた場所だが、旧国鉄の債務縮減のため、便利で地価が高い一等地を明け渡すことになり、JR西日本本社が現在の本社社屋（大阪市北区芝田2丁目）へ移転後の1992年に取り壊された。バブル崩壊後、長期的な用途が決まらないまま長らく更地のままとなっていた。長期的な用途が決定しない期間には、ドーム型ゴルフ練習場や木下大サーカスの会場などとしても利用されたこともある。
その後、1997年になってようやく土地の競争入札が行われ、当初は三越やパルコ（セゾングループ）による落札が有力視され、三越が750億円を提示したのに対し、その価格を大幅に上回る1,010億円でヨドバシカメラが落札した。

### 出店の理由
ヨドバシカメラは首都圏、及び東日本を中心に店舗を展開してきたが、出店空白地域である西日本に店舗展開するための足がかりとして、西日本最大の都市である大阪市に大型店舗（旗艦店）を作る必要があった。また、関西最大のターミナル駅である大阪・梅田駅を擁する梅田地区は、同社の「駅前は電車でも車でも来られる要衝の地」であり「平日、サラリーマンや学生客の集まる大都市の駅前を狙ったJR関連」の滅多に放出されないレールサイド戦略上、超優良な立地でもあり集客が見込めることもあった。
ただし、当時の年間売上高が2千数百億円の同社にとって、1,010億円という土地の落札価格はあまりにも高額であることと、当時の関西地区では同社店舗の知名度は低かったこともあり、当初は広大なスペースをどう生かすか、採算は合うのか、資金繰りは大丈夫なのか、など採算性を疑問視する見方もあった。
このような懸念があったにもかかわらず、「投資額は大きくなるが、それが大きいほど見返りが大きい」立地によって開業日には予想をはるかに超える客が押し寄せたことや、関西地方ではあまり馴染みがなかったポイント制度への申込客が多かったことなどを挙げて、楽観的な見通しを論評するメディアもあった。

### ヨドバシ梅田タワーの建設
その後、ヨドバシカメラは同地に商業棟（地上13階・地下2階）とオフィス棟（地上33階）の2つのビルを建設する計画を発表し、敷地の南半分には約1年半の工期を経て2001年に商業棟が開業した。
一方でオフィス棟となる予定だった北半分については暫定的に平面駐車場として利用されていたが、一部報道により2013年春を目処に大型商業施設として着工し、2015年頃に開業する事を検討していると発表された。しかし後に計画が変更となり、「（仮称）ヨドバシ梅田タワー」（地上34階・地下4階）としてオフィスではなく、ホテルを併設した商業施設を2017年夏に着工し、2019年秋に竣工させることが発表され、それに伴い着工前の2017年4月には駐輪場が閉鎖された。
また、大阪駅北側周辺の歩行者の回遊性を上げることを目的にグランフロント大阪や大阪ステーションシティとペデストリアンデッキで接続するほか、観光バスの発着スペースが設けられる予定となっている。入居するホテルは阪急阪神ホールディングスの子会社である阪急阪神ホテルズに決定し、ホテルの名称や開業時期に尽いての詳細は調整を重ねた結果、2019年3月20日にホテル名を「Hotel Hankyu RESPIRE OSAKA（ホテル阪急レスパイア大阪）」と命名し、2019年11月にオープンすることが発表された。その後、2019年6月3日にタワー側の名称も「ヨドバシ梅田タワー」と正式決定した。7月には、タワー側の専門店街の名称を「LINKS UMEDA（リンクス ウメダ）」と決定した。「LINKS」にはたくさんの“LINK”が生まれる場所という意味が込められている。2019年11月16日にタワー部下層階の店舗が開業した（上層部のホテルは同年11月27日開業）。

## フロア構成・施設概要
開業当初は地下1階から4階がヨドバシカメラの売場であったが、4階にあったゲーム・おもちゃ売場を5階に移動する形で売場を拡大した。
夏季限定で13階の駐車場スペースを利用したビアガーデンを開設していたが、高い壁に囲まれているため眺望が極めて悪いほか風が通りづらいこともあり「蒸し暑い」などの理由で不評だったため、2004年限りで営業を終了した。この13階は後述の通り、2021年に「LINKS'KY GARDEN」がオープンしている。
地下2階は、食料品売場（グルメディア食品館）があったが、いかりスーパーマーケット（JR大阪駅御堂筋口）や成城石井（阪急梅田駅、ホワイティうめだ）との競争に晒されていたことや売上不振のため、2005年6月に閉鎖した。その後、同階は閉鎖されたまま1年以上使われていなかったが2006年7月20日、エスカレーターを移設するなどの改修の上、5階にあったゲーム・玩具・自転車売場を地下2階に移した。ただし、同年11月10日、ゲーム・玩具売場は再度5階に移動し、この際に面積を大幅に拡大している。また、同年9月30日をもって1階の「opti cafe」および5階のFashion Zone部分の全店舗が撤退または移転した。2006年12月15日には、7階の東側に「ユニクロ」の大型店が出店した。なお、食料品売場の跡地は旅行用品・自転車・文具売り場となっており、特に旅行用品売場は日本でも屈指の品揃えとなっている。
2011年5月に大阪駅ノースビルディング（三越伊勢丹・ルクアが核テナント）が完成後はファッションフロアが苦戦するようになり、同年10月をもってコムサストアが一時撤退している。10月上旬からヨドバシ梅田館内の改装工事が行なわれ、同年12月1日にリニューアルオープンした。コムサストア跡地のうち、1 - 4階はヨドバシカメラの売場拡大、5・6階は専門店街 (Fashion Zone)、7階は「コムサスタイル」「コムサスタイルスーツ」「アイビーコムサ」（コムサストアの縮小移転）となった。また従来地下2階へのエスカレーターは東側しか設置されていなかったが、リニューアルを機に西側にも設置されるようになり、館内の回遊性が向上された。
エレベーターはヨドバシ側が東芝製、リンクス側が三菱製である。エスカレーターは両方とも東芝製。

### ヨドバシカメラマルチメディア梅田
ヨドバシ梅田の核テナント。ヨドバシカメラの関西地区1号店として2001年11月22日に開業した。
「デパート風の建物、広い売場、豊富な品揃え」に加え、「カフェ、レストラン街、ファッション衣料雑貨専門店の併設」というこれまでの家電量販店のイメージを覆すものであり、業界に大きな衝撃を与えた。
また、開業初日は22万人の来客数があり、その翌日からの3連休（11月23日-11月25日）では95万人以上（3日間の合計）の来客数を記録した。
開業以降、関西地区の家電量販店の勢力図は激変した。特に、従来から大阪における家電の街として著名であった日本橋電気街（でんでんタウン）の多くの店舗は、郊外型の大型店舗に押されていたところに、都心型の大型店舗の登場により、撤退を余儀なくされ、現在の様なサブカルチャーの街に変わるきっかけとなった。
ヨドバシ梅田は、開店以降一貫して、日本国内の家電量販店としては最大の売場面積・売上高を誇っている。2006年3月10日には、難波地区にヤマダ電機の都市型店舗「LABI1 なんば」が開業し、これらに先んじてなんば店を開店させていたビックカメラや関西基盤の家電量販店を含めた大阪地区での家電量販店の競争が一層激化している。

### LINKS UMEDA
LINKS UMEDA（リンクス ウメダ）は、2019年11月16日に開業したヨドバシ梅田タワー及びヨドバシ梅田側上層階のテナント群の総称。地下1階から8階までの全フロアでヨドバシカメラマルチメディア梅田と連接している。都心の一等地でありながらユニクロやニトリといった主に郊外型ショッピングセンターに出店しているテナントが多く入居しており、ファミリー層をターゲットとすることで周辺の百貨店やファッションビルとの棲み分けを図っている。また、都心のターミナル駅前でありながら、子ども連れのファミリー層の需要を取り込もうとしている。もともとのヨドバシカメラマルチメディア梅田とリンクス梅田との2館体制での売上高は初年度で1700億円、5年後は2000億円を見込み、国内最大級の商業施設を目指す。
地下1階は、「LINKS MARCHE Eat&Walk」としてスーパーマーケットと20店舗以上の飲み屋で構成される。スーパーマーケットは2005年6月に撤退して以来14年ぶりの入居となり、近商ストアの「食品専門館ハーベス」と明治屋の「明治屋PROVISIONS & WINES」（明治屋は2022年8月31日閉店）が入る。
1階には、梅田のバス乗降所不足解消の為、東京など各地へ向かう高速バス及び観光バスのバスターミナルとさくら観光が運営する待合所「SAKURA BUS SQUARE」が整備される。
ヨドバシ梅田側13階は、2021年4月に「LINKS'KY GARDEN（リンクスカイガーデン）」として整備され、大型バーベキュー施設「THE BBQ BEACH in LINKS UMEDA」と、フットサルコート「キャプテン翼フィールド大阪梅田 in LINKS UMEDA」がオープンした。

### ホテル阪急レスパイア大阪
ホテル阪急レスパイア大阪(ホテルはんきゅうレスパイアおおさか、Hotel Hankyu RESPIRE OSAKA)は、タワー側の上層部に位置する阪急阪神ホテルズ運営の宿泊特化型ホテル。訪日外国人向けに特化した「ホテル阪急レスパイア」ブランドの第一号店。「RESPIRE」は「rest（心身を癒す）」と「inspire（活力をもたらす）」から取ったものだが、「respire」自体にも呼吸するという意味がある。
「OSAKA Japanese Style」をテーマにした大阪府花の「梅」・阪急阪神沿線の田園風景をイメージした「田園」・ゴールドを差し色に使った「大阪城」のカラースキームを取り入れている。部屋数は1,030室。

### 各フロアの概要
※各フロアのテナント詳細は、公式サイト（ヨドバシカメラマルチメディア梅田、LINKS UMEDA、ホテル阪急レスパイア大阪）を参照。

#### ヨドバシ梅田側
- 13階：LINKS'KY GARDEN（フットサルコート、BBQ場）
- 8階：LINKS DINING（飲食店街）
- 6・7階：LINKS UMEDA
- 地下2階 - 5階：ヨドバシカメラ

#### ヨドバシ梅田タワー側
- 12 - 35階：ホテル客室
- 9階：ホテルロビー、フロント、日本庭園、イタリアンレストラン、宴会場
- 2 - 8階：LINKS UMEDA及び店舗側ホテル入口（2階）
- 1階：LINKS UMEDA、ホテル車寄せ・入口、高速バス/観光バス発着スペース
- 地下1階：LINKS MARCHE Eat&Walk

## 施設の特徴
- 関西最大のターミナル駅前に立地している。
  - 各線の梅田地区の鉄道駅（大阪駅・大阪梅田駅・梅田駅・東梅田駅・西梅田駅・北新地駅）からアクセスが可能で、鉄道利用客が立ち寄りやすい。Osaka Metro御堂筋線の梅田駅コンコースと連結しており、特に北口からは直結と言える位置にあるほか、開業当初はなかったがのち2階部分に回遊路と出入口を新たに設けて大阪駅ともペデストリアンデッキで直結させアクセス面が改善された。
- カフェ・レストラン街・ファッション衣料雑貨専門店を併設している。
- 梅田地区唯一の大型家電量販店である。
- 外国人観光客の来店に対応している。
  - 大阪など関西地区を訪れた外国人観光客の来店が多いのも特徴で、店内の案内放送は日本語のほかに英語・フランス語・ドイツ語・スペイン語・中国語・韓国語などが用意されている。また、地下2階には外貨両替専門店「ワールドカレンシーショップ」も入居している。

### 日本一の売上
当店舗は年間売上高が1,000億円以上あり、家電量販店の単独店舗の売上としては日本一である。

### 日本一の店舗面積
ヨドバシ梅田のヨドバシカメラマルチメディア梅田店は店舗面積35,600m2で日本一の大きさになっている
(ヨドバシAkibaは23,800m2、ヤマダ電機LABI1日本総本店池袋店は23,000m2)。

### 懸念事項

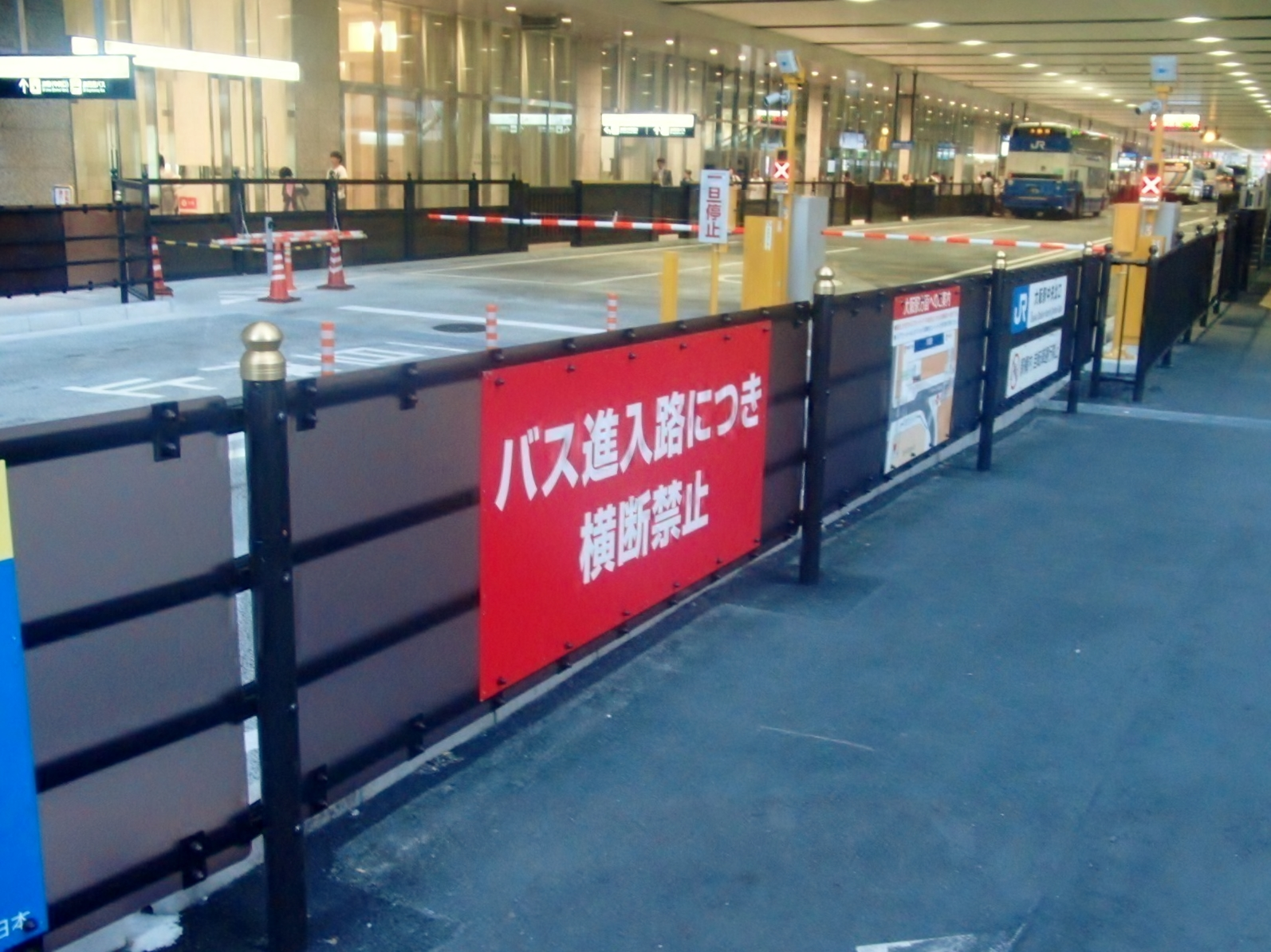
ノースゲートビルディング開業後の店舗前の様子

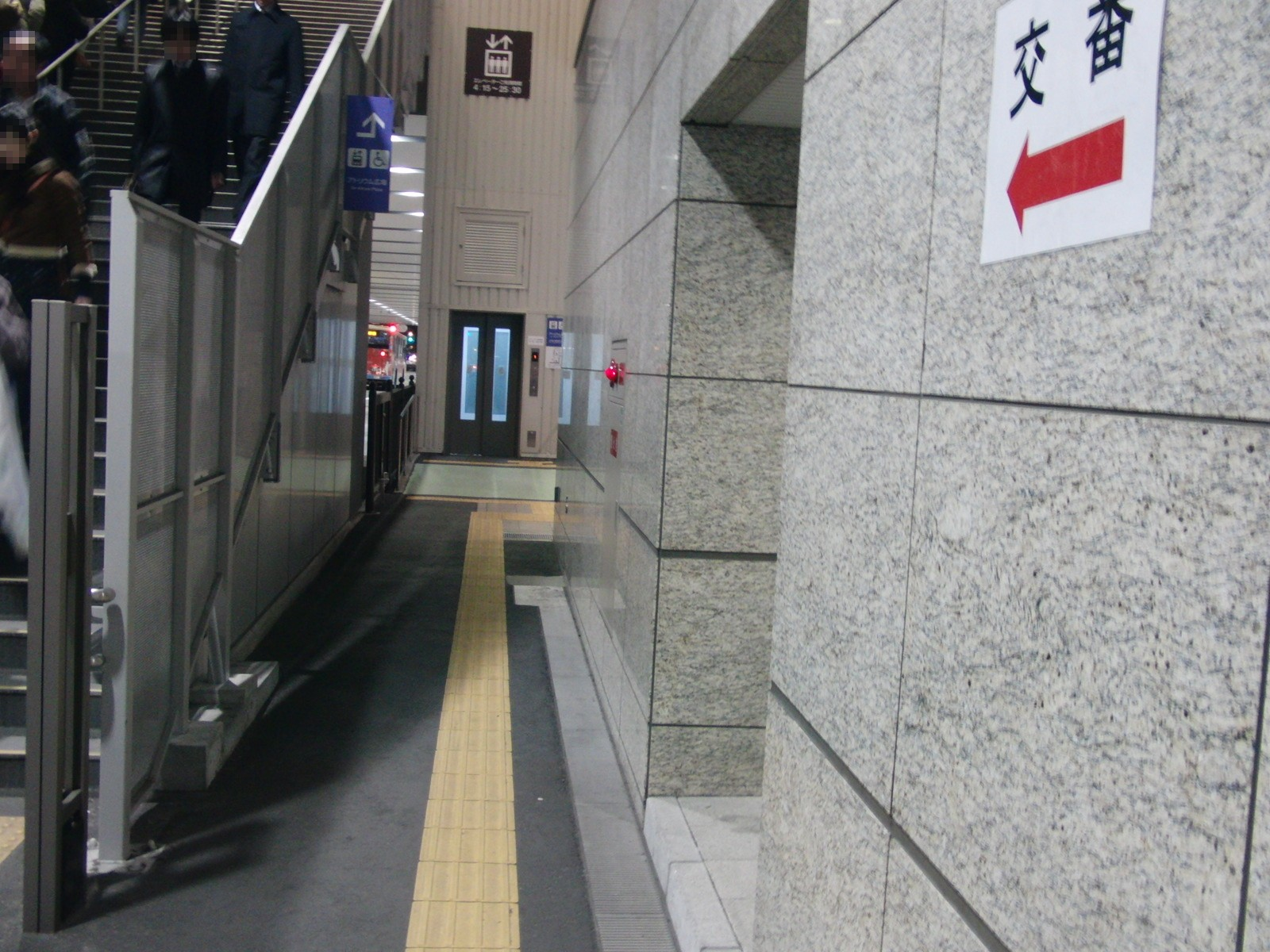
2011年12月にエレベーターが併設された

ヨドバシ梅田開業前から周辺の道路、特に新阪急ホテル前付近は、大阪駅東口（御堂筋口）とも隣接することから、タクシーやバスなどで日常的に混雑していた。大阪駅の再開発工事の期間中には通行規制でさらに道路事情が悪化した。また、歩道の混雑や歩行者による信号無視なども多い。これらの道路混雑に対応するため、混雑に応じて、駐車場や駐輪場の入出庫、新阪急ホテル発着のバスやタクシーおよび歩行者の誘導のため、警備員が配備されているが、大阪シティバス、阪急バスおよび空港行リムジンバス（大阪国際空港・関西国際空港）に遅延が生じることも多い。
かつては、JR大阪駅の北側の道路（大阪市道九条梅田線）は駅に沿って福島駅近くまで一直線に延びており、中央北口から横断歩道を渡ってヨドバシ梅田（建物南西端）まで直接平面移動が可能であった。この平面移動ルートはヨドバシ梅田だけでなく、ウインズ梅田、JR西日本本社、大阪府済生会中津病院へのアクセスルートでもあったため、利用者は多かった。しかし、2011年から2013年にかけて大阪ステーションシティ（ノースゲートビルディング）やグランフロント大阪・南館の開業、および大阪駅JR高速バスターミナル（1階）の開設により同ルートが閉ざされ（市道もこれに併せてグランフロント大阪・南館を迂回するよう北側に大きく回り込む現在のルートとなった）、一旦エスカレーターまたは階段で2階アトリウム広場に上がり、約50段の階段（当初エレベーターやエスカレーターは併設されていなかった）で再度1階（地上）に下りてから横断歩道を渡らなくてはならなくなった。そのため、バスターミナル進入路付近の横断防止柵を乗り越えて市道を横断をする人が相次ぎ、事故の増加が懸念された。バリアフリーの観点からもJR西日本には障害者団体からの苦情が寄せられ、対策が検討された結果、階段にエレベーターが併設されることになり、2011年12月12日から使用開始され、バリアフリーの面での問題は解消した。
さらに、2013年を目処にヨドバシ梅田と南側のノースゲートビルディング、西側のグランフロント大阪のそれぞれを結ぶ歩行者用デッキの設置が計画されていた。2017年6月30日に大阪ステーションシティカリヨン広場と当店2階を結ぶ橋が完成し、グランフロント側は同年10月25日に開通した。

### 開業による影響
浪速区の日本橋電気街（でんでんタウン）の来客数が減少したことから多くの店舗が閉鎖し、その跡は次々とマンションになりつつある。また、メイド喫茶やアダルトグッズショップに転用される例も増加している。大阪地区の家電量販店同士の価格競争が激しくなった。
また、ヨドバシカメラのインターネット通販、「ヨドバシ ドットコム」の関西地区での利用者が増加した。後に、西日本地区での需要に応えるため神戸市（六甲アイランド）に物流拠点が新設された。

### 店舗データ
（来客数以外は2006年3月10日の日経MJの記事による）
- 売場面積：35600m2（2019年11月までは3万m2）
  - ※LINKS梅田を含めるヨドバシ梅田全館の売場面積は約9万m2
- 年間売上高：約1,200億円（推定。ヨドバシカメラはもちろん、日本の家電販売店で最大の売上高。ただし、家電以外のテナントの売上を含めているのかは不明。）
- 従業員数：460人（メーカー派遣販売員を除く）
- 投資額：約1,500億円（うち土地1,010億円）
- 来客数：平日8万 - 10万人、土曜・休日10万 - 15万人（ヨドバシ梅田全館）[31]

### 建物
かつてこの敷地にあった大阪鉄道管理局庁舎と同様に丸みを持った百貨店風の建物で、後に開業したヨドバシAkiba、京都ヨドバシ、ヨドバシ仙台第1ビルとも外壁のデザインが共通している。

#### 広報活動
ヨドバシカメラマルチメディア梅田のCMソングが作られたのは開業から約1年後である。テレビCM（30秒版）や店内放送で聴けるほか、Yodobashi Vision（後述）でも流れている。最近では首都圏の既存店同様、電車をモチーフとしたキャラクターが登場し、こちらは「環状くん」「環状ちゃん」（大阪環状線103系がモデル）・「御堂筋くん」「みどうちゃん」（Osaka Metro御堂筋線21系がモデル）が使われている。これらのキャラクターが設定された当時は阪急電車（8000系もしくは8300系）や阪神電車（9300系）をモチーフにした「阪急くん」「阪急ちゃん」「阪神くん」「阪神ちゃん」も存在していたが、短い期間で姿を消した。2018年に入って323系をモデルとしたキャラクターが登場したが、こちらは「大阪環状君」となっている。また2019年にはおおさか東線の201系をモデルとした「おおさか東くん」、JR宝塚線の207系をモデルとした「宝塚くん」も登場した。
- テレビコマーシャルは、大阪府に所在する民放テレビ局の各局で放映している。
- ラジオコマーシャルは、ABCラジオ・MBSラジオ（「キャイ〜ンの家電ソムリエ」含む）・FM大阪・FM802の各局で放送している。

## 交通
日本国内（世界）第4位の乗降客数となる各線の梅田地区の鉄道駅から近く、電車利用の場合は利便性が高い。特に大阪駅と大阪梅田駅（阪急）はペデストリアンデッキで直結しており、横断歩道を渡ることなくアクセスが可能である。また、各駅から地下道などで連結されており、雨天時も傘をささずに店舗まで到達できる。

### 最寄駅
- JR西日本 大阪駅（御堂筋北口または中央北口）より徒歩2分。
- JR東西線 北新地駅より徒歩8分。
- Osaka Metro御堂筋線 梅田駅（北改札）より1分未満で、コンコースが地下1階と直結している。
- Osaka Metro四つ橋線 西梅田駅・谷町線 東梅田駅より徒歩7分。
- 阪急 大阪梅田駅より徒歩2分。
- 阪神 大阪梅田駅より徒歩5分。

#### 駐輪場
自転車（地下1階）の各仮設駐輪場がある。ヨドバシ梅田の開店以来、北側の敷地に平面の駐輪場が存在したが、ヨドバシ梅田タワーの建設に伴い2017年4月頃から順次閉鎖された。2006年6月1日からの改正道路交通法で満車状態になることが多かったが、同年7月上旬には拡張が行われた。

## Yodobashi Vision
ヨドバシ梅田1階東側にある大型カラービジョンで待ち合わせ場所としても利用されている。愛称は「ヨドび梅田」。
土曜・休日にはYodobashi Visionの付近で街頭イベント（新商品PR等）が行なわれることがある。

### 放送内容
- ヨドバシカメラ 商品おすすめランキング
- 各家電メーカーのCM
- 大阪府警・大阪市消防局の啓発広告
- 映画のCM
- 天気予報

ほか。

## 不祥事
ヘルパー問題
契約関係がなく人件費を負担していない各家電メーカーの販売員(通称「ヘルパー」)を、閉店後の棚卸しや店内改装に従事させていたことがわかった。厚生労働省によると、棚卸しなどは本来、量販店の従業員が行うべき業務で、ヘルパーを従事させることは、職業安定法違反（労働者供給事業の禁止）にあたる恐れがある。
高校生への有害玩具の販売
同店の23歳の男性従業員をはじめとした計3人の店員が、大阪府内の高校生の少年に対し、威力を向上したエアガン・ガス銃計3丁を販売したとして、大阪府警が、3人の店員を大阪区検に書類送検。また、法人としてのヨドバシカメラについても書類送検した。